# Giorni di dubbio
Giorni di dubbio (Nightmare) è un film del 1956 diretto da Maxwell Shane.

## Trama
Quando il clarinettista Stan Greyson, impegnatissimo nella scena musicale della città, si risveglia da un incubo – ambientato di sera, in una stanzetta con grandi specchi alle pareti - e si alza dal letto, rimane a dir poco stupefatto: sul suo collo egli ritrova le tracce di ematomi dovuti ad uno strangolamento, come quello che nel sogno un uomo, attaccandolo, aveva tentato di praticargli, un uomo che Grayson, sempre nell'incubo, per difendersi, aveva infine ucciso colpendolo con un oggetto contundente, ed il tutto avveniva in presenza di una donna sconosciuta; come non bastasse, sul comodino egli ritrova la chiave dello sgabuzzino dove aveva rinchiuso il cadavere del sogno. Stan Greyson si convince quindi che tutto ciò che ha sognato deve essere accaduto realmente.
Stan confida il tutto al cognato Rene Bressard, commissario di polizia, che naturalmente non è portato a credere a fantasticherie, e che consiglia al musicista un periodo di riposo per riprendersi dalla sorta di esaurimento di cui lo crede vittima. Le cose cambiano radicalmente quando la stanza con gli specchi del sogno viene effettivamente rinvenuta in una casa fuori città, la cui ubicazione è indicata proprio da Stan in una specie di trance, senza che egli stesso capisca come possa esserne a conoscenza. Collaborando con la polizia locale, Rene appura che in quella casa sono stati commessi non uno, ma due omicidi: quello della padrona di casa, signora Belnap, e quello del suo amante Bob. Stan guarda le fotografie delle due vittime e riconosce in esse le due persone presenti sogno, la donna e la vittima. L'incubo si realizza.
Stan è accusato di omicidio. Dopo alcune indagini Rene riesce a stabilire che l'attuale dirimpettaio nell'albergo in cui risiede Stan, tale Harry Britten, sedicente uomo d'affari ed appassionato di psicologia, non è altri che Louis Belnap, sotto falso nome, ovvero il marito della defunta. Tramite opportune intercettazioni – debitamente registrate dalla polizia – si appura che Louis Belnap/Harry Britten aveva organizzato l'assassinio della moglie e del suo amante, ed aveva demandato il compito all'ignaro Stan, dopo averlo ipnotizzato, in modo che non ricordasse nulla dell'accaduto se non sotto forma di vaghe sembianze oniriche.
In realtà, quindi, quella sera Stan, sotto la potente suggestione dell'ipnotista, si era veramente recato a casa dei Belnap per perpetrare il duplice omicidio. Qualcosa era andato storto, e mentre l'omicidio della signora – contrariamente ai piani - era stato commesso dal marito, che stazionava nelle vicinanze, l'assassinio dell'amante era da ascriversi effettivamente proprio a Stan Greyson, ma in condizioni di incapacità, e – soprattutto – per legittima difesa, per cui in ogni caso egli non sarebbe stato imputabile. L'incubo ha finalmente termine: Stan torna al suo clarinetto e alla sua band.